# Đen lá rộng
Đen lá rộng (danh pháp khoa học: Cleidiocarpon laurinum) là một loài thực vật có hoa trong họ Đại kích. Loài này được Airy Shaw mô tả khoa học đầu tiên năm 1965.